# Hamilton Leithauser
James Hamilton Leithauser (15 de abril de 1978) es un cantante, compositor y multiinstrumentista estadounidense. Es más conocido por ser el exvocalista de la banda estadounidense de indie rock The Walkmen, con quien grabó siete álbumes de estudio. Antes de la formación de The Walkmen, Leithauser y el bajista y organista Peter Matthew Bauer fueron miembros de The Recoys.
Leithauser se embarcó en una carrera en solitario en 2014, lanzando su primer álbum de estudio, Black Hours, el 3 de junio de ese año. Escrito y grabado junto a su compañero de banda Paul Maroon, el dúo lanzó independientemente el álbum Dear God, bajo sus nombres el año siguiente.
En 2016, Leithauser colaboró con el ex multiinstrumentista de Vampire Weekend Rostam Batmanglij en el álbum de estudio I Had a Dream That You Were Mine. Fue lanzado con aclamaciones críticas generales más tarde ese año.

## Trayectoria

### The Recoys
The Recoys fue una banda de indie rock de Boston, Massachusetts, formada en 1996 por Hamilton Leithauser (voz y guitarra), Peter Bauer (guitarra), Damon Hege (guitarra), Mike Sheahan (bajo) y Hugh McIntosh (batería). La banda lanzó un EP de tres canciones, The Recoys, mientras la banda seguía junta. El LP posterior a la ruptura incluyó las tres canciones del EP, así como siete canciones para un futuro LP y una canción tributo interpretada por The Lil Fighters. Tres de las canciones en The Rekoys, «That's the Punchline», «The Blizzard of '93» y «Look Out Your Window», fueron regrabadas por The Walkmen para varios álbumes y EPs.

### The Walkmen
Después de la separación de The Recoys, Leithauser y Bauer formaron The Walkmen, mientras que Hugh McIntosh se unió a The French Kicks. Tras el paréntesis de The Walkmen a finales de 2013, Leithauser comenzó una carrera en solitario. Su álbum debut como solista, Black Hours, fue lanzado el 3 de junio de 2014.

### Hamilton Leithauser + Rostam
En 2016, se formó Hamilton Leithauser + Rostam con Rostam Batmanglij, anteriormente miembro de Vampire Weekend. Juntos lanzaron el sencillo «A 1000 Times» en julio de 2016, que presentaron en The Late Show with Stephen Colbert el 12 de septiembre del mismo año. Su canción «In a Blackout» apareció en el anuncio del iPhone 7 de Apple. Su álbum debut, I Had a Dream That You Were Mine, fue lanzado el 23 de septiembre de 2016.

## Discografía

### Álbumes
- Black Hours (2014)
- My Reward (2015) (con Paul Maroon)
- I Had a Dream That You Were Mine (2016) (con Rostam)
- The Side of The Island (2025)

### EPs
- I Could Have Sworn (2015)